# Presa Marte R. Gómez
La Presa Marte R. Gómez también conocida como la Presa El Azúcar, es una presa ubicada en el cauce del Río San Juan en el municipio de Camargo, Tamaulipas, su construcción culminó en 1946, su embalse tiene una capacidad de albergar 824 hectómetros cúbicos de agua, el uso primordial de esta presa es para el riego agrícola del distrito de riego del Bajo San Juan, que su tamaño es de aproximadamente setenta mil hectáreas.